# Corydoras loxozonus
Corydoras loxozonus è un pesce tropicale d'acqua dolce, appartenente alla famiglia Callichthyidae.

## Distribuzione e habitat
Questa specie è diffusa nel bacino idrografico del fiume Meta, in Colombia (Sud America).

## Descrizione
L'aspetto è tipico del genere Corydoras. La livrea vede testa bronzea con una linea nera che scende sull'occhio, dorso anch'esso bronzeo, con una linea obliqua nera che, partendo dalla pinna dorsale termina nella parte inferiore del peduncolo caudale. I fianchi sono bianchi, con due o più linee di punti irregolari marroni. Le pinne sono bianco-trasparenti. 

Raggiunge una lunghezza massima di 4,9 cm.

## Riproduzione
Simile a quella degli altri Corydoras. Le coppie si isolano dal resto del branco e, dopo essersi nutriti adeguatamente iniziano i giochi amorosi. La femmina depone 2-4 uova tra le pinne pelviche, dove il maschio le feconda per circa 30 secondi. Solo allora la femmina nuota in un posto adatto, dove fa aderire le uova, ricoperte da un muco appiccicoso. La coppia ripete queste azioni fino alla deposizione di circa 100 uova.

## Acquariofilia
Può essere allevato in acquario e riprodotto con successo. Va allevato e si sente a suo agio in piccoli gruppi.